# Evžen I.
Svatý Evžen I. (??, Řím – 2. června 657, Řím) byl papežem buďto od 10. srpna 654 (zvolen), nebo od 1. září 655 (smrt jeho předchůdce) až do své smrti. Úřad vykonával od prvního data. 
Byl prvním africkým papežem a jeho pontifikát se vyznačoval hlavně bojem proti heretikům, zvláště ariánům.